# 甯予慶
甯予慶（16世紀—17世紀），字大履，號翰修，河南潁川衛籍南直隸鳳陽府潁州人，明朝政治人物。

## 生平
甯予慶是崇禎三年（1630年）的庚午科鄉試第八十名舉人，七年（1634年）成進士，礼部觀政，本年六月獲授山東掖縣知縣。當地因戰事令兵後城池凋零，而督餉又甚為迫切，他支持辦事、訪問貧苦、開闢荒地、豁免亡丁、清查賦役；崇祯十三年入朝擔任戶部廣東司主事，次年升山東司員外郎，負責督新餉。邊境糧食缺乏，他周全恰當，緩急獲濟，改調吏部員外郎，不久告歸。

## 家族
曾祖甯希武，指挥同知赠定远將軍；祖甯中立，癸未进士，庶吉士、尚宝司卿；父甯信，庠生；生父甯佶，庠生。孫寧世簪，康熙乙丑進士。

## 引用
1. 1 2  乾隆《潁州府志·卷八·人物志》：甯予慶，字大履，潁州人，崇禎甲戌進士。授萊州掖縣令，當地兵後城郭蕭條，督餉迫促，予慶支持辦給、勤訪疾苦、丈除荒地、豁免亡丁、清查詭寄；徵為戶部主事，轉員外郎，專督新餉。是時邊儲告匱，委曲應辦，緩急獲濟，改吏部，後告歸。
2. ↑  乾隆《潁州府志·卷七·選舉表》：崇禎庚午（舉人）……甯予慶 河南中式，進士
3. ↑  《崇祯七年甲戌科进士履历便览》：甯予庆，曾祖希武，指挥同知赠定远將軍；祖中立，庶吉士尚宝司卿癸未；父信，庠生；生父佶，庠生。翰修，诗一房，庚戌年八月十一日生，开封府颖川卫籍，凤阳府颍州人，庚午乡试，会百四名，三甲六十一名，礼部观政，六月授山东掖县知县，庚辰升户部廣東司主事，辛巳升山東司员外。